# Funkwerk AG
Die Funkwerk AG ist ein mittelständisches Industrieunternehmen im Bereich Bahntechnik mit Hauptsitz im thüringischen Kölleda.

## Geschichte

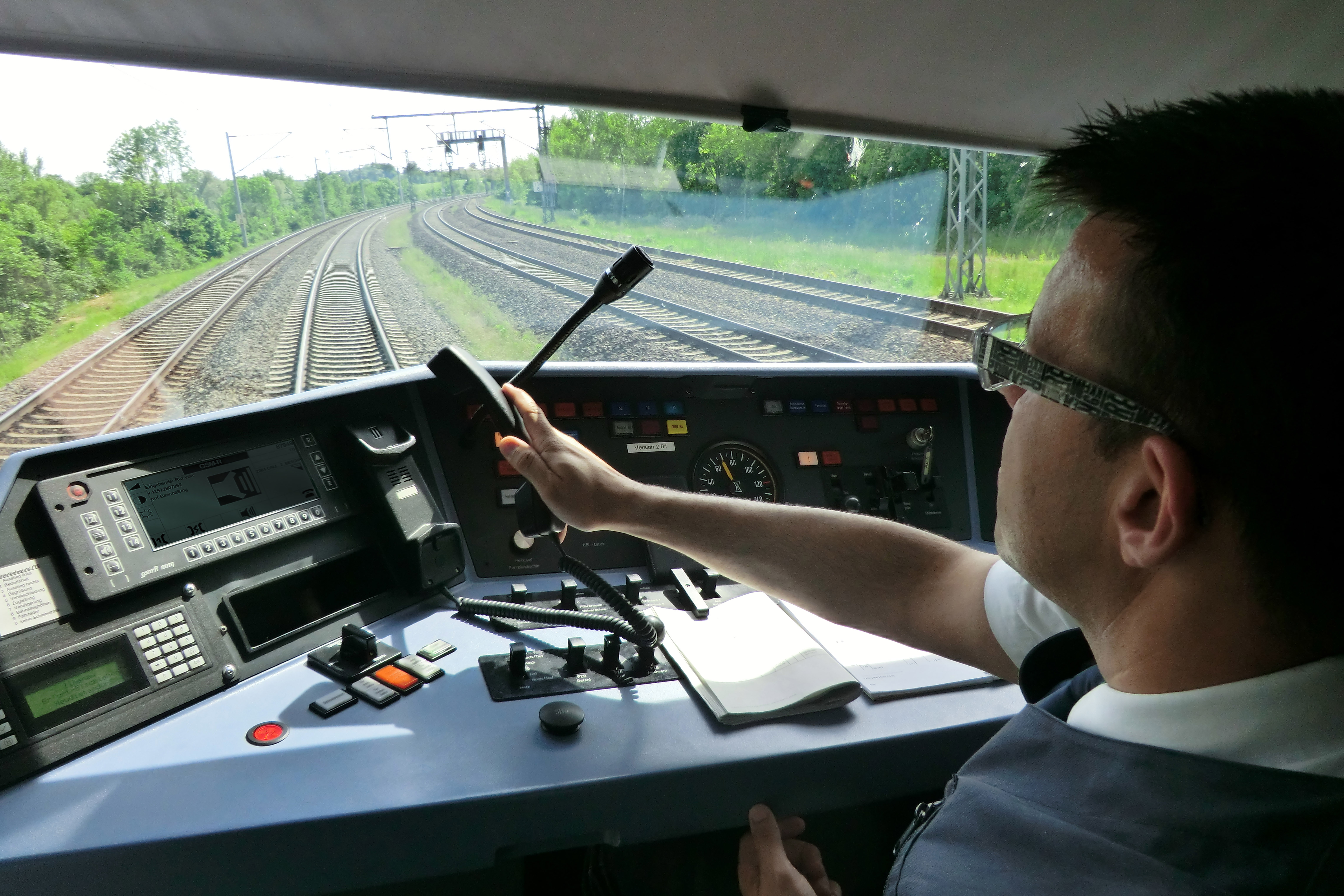
Zugfunkanlage MESA 23 im Führerstand

Im September 1945 wurde die Neutrowerk GmbH auf genossenschaftlicher Basis gegründet, die Flugzeugmaterialreste verwertete und Einkreiser-Rundfunkgeräte herstellte. Diese wurde drei Jahre später zum VEB Funkwerk Kölleda verstaatlicht und betätigte sich seither in den Bereichen Elektroakustische Anlagen, Hörgeräte und Wechselsprechanlagen.
1980 wurde der VEB Funkwerk Kölleda in das VEB Kombinat Nachrichtenelektronik eingegliedert. 1981 wurde mit der Produktion von Zugfunkanlagen namens MESA (Mobile Eisenbahn-Streckenfunkanlage) begonnen.
Das DR-Hauptnetz der DDR sowie die Netze weiterer RGW-Staaten sollten bis 1990 damit ausgerüstet werden.
Nach der Wende bildete der bayerische Unternehmer Hans Hörmann im Jahr 1992 aus Betriebsteilen des VEB Funkwerk Kölleda die Hörmann Funkwerk Kölleda GmbH und aus dem VEB Funkwerk Dabendorf die Hörmann Funkwerk Dabendorf GmbH. Die Funkwerk AG entstand am 16. August 2000 und vereinte diese Unternehmen. Am 15. November 2000 erfolgte der Börsengang im Neuen Markt der Börse Frankfurt. Mit dessen Ende wechselte die Funkwerk AG zum 1. Januar 2003 in das Segment Prime Standard. Seit 1. Juli 2013 wird die Aktie im Mittelstandssegment m:access der Börse München gelistet.
Ein Jahr nach ihrem Börsengang erhielt die Funkwerk AG den bislang größten Auftrag ihrer Firmengeschichte. Die Deutsche Bahn AG bestellte bei Funkwerk mit einem Auftragsvolumen von über 50 Millionen Euro Dual Mode GSM-R Terminals, die neben dem GSM-R-Standard auch noch den analogen Zugfunk unterstützen. Ein Jahr später erhielt Funkwerk auch einen Großauftrag zur Lieferung von GSM-R-Terminals für die französische Staatsbahn SNCF.
2008 erzielte man einen Umsatz von 290,2 Mio. Euro in den Geschäftsbereichen Traffic&Control Communication, Automotive Communication, Enterprise Communication und Security Communication.
Die Weltwirtschaftskrise ab 2007 führte durch das Ausbleiben erwarteter Aufträge, die Stornierung geplanter Investitionsprojekte sowie die Krise im Automobilzuliefergeschäft zu einem starken Umsatzrückgang in den Jahren 2009 und 2010. Funkwerk leitete daraufhin eine Restrukturierung ein, die auch den Verkauf einiger Tochterunternehmen umfasste.
Seit dem Abschluss der Konsolidierungsmaßnahmen im Jahr 2013 konzentrierte sich Funkwerk auf die drei Geschäftsbereiche Mobilfunk- und Kommunikationssysteme für schienengebundenen Verkehr (Zugfunk), Fahrgastinformationssysteme
und Videosysteme.
Zwischen 2013 und 2018 verfünffachte sich der Wert der Funkwerk-Aktie. Hierzu trug u. a. ein Großauftrag der Schweizerischen Bundesbahnen (SBB) über die Ausstattung der schweizerischen Bahnhöfe mit neuen Bahnsteiganzeigern und dynamisch visuellen Anzeigern und ein Großauftrag des niederländischen Telekommunikationskonzerns Royal KPN über die Lieferung von 1400 GSM-R-Zugfunkanlagen an die niederländische Staatsbahn bei. Im Geschäftsbereich Videosysteme erhielt Funkwerk einen Auftrag der Europäischen Zentralbank. Am neuen Hauptsitz der Europäischen Zentralbank installierte die Funkwerk video systeme GmbH die komplette Videoüberwachung des Innen- und Außenbereichs des Gebäudes und vernetzte alle sicherheitsrelevanten Komponenten. In der zweiten Jahreshälfte 2018 halbierte sich der Börsenkurs wieder.
Die Funkwerk AG gehört heute zum Geschäftsbereich Communication der Hörmann Industries. Ende des Jahres 2023 beschäftigte sie über 580 Mitarbeiter, bei einem Jahresumsatz von 156,3 Mio. Euro.

## Produkte und Kunden
Die Funkwerk AG und ihre Tochterunternehmen sind Anbieter von Kommunikations-, Informations- und Sicherheitssystemen. Das Angebotsspektrum umfasst professionelle Konzepte für Bahnbetriebe, den öffentlichen Personennahverkehr, die Binnenschifffahrt und Flughäfen sowie intelligente elektronische  Sicherheitssysteme zum Überwachen von Gebäuden, Plätzen, Industrieobjekten, Anlagen und Personen. Zum Kundenkreis gehören hauptsächlich Bahnbetreiber und Schienenfahrzeughersteller, das öffentliche Verkehrs- und Transportwesen, Industriebetriebe, Energie- und Versorgungsunternehmen, Behörden, Institutionen des Gesundheitswesens, Städte und Freizeiteinrichtungen. Kerngeschäftsbereiche sind Zugfunkanlagen (GSM-R, LTE-R), Fahrgastinformationssysteme und Überwachungskameras.

## Geschäftsführung
Das Unternehmen wurde von November 2000 bis zum Mai 2011 vom Vorstandsvorsitzenden Hans R. Grundner geführt. Dieser schied am 19. Mai 2011 auf eigenen Wunsch aus. Seit April 2014 führt Kerstin Schreiber die Funkwerk AG als Vorstand.

## Kennzahlen
| Jahr                | 2001 | 2002  | 2003  | 2004  | 2005  | 2006  | 2007  | 2008  | 2009  | 2010  | 2011  | 2012  | 2013 | 2014 | 2015 | 2016 | 2017 | 2018 | 2019 | 2020 | 2021  | 2022  | 2023  |
| ------------------- | ---- | ----- | ----- | ----- | ----- | ----- | ----- | ----- | ----- | ----- | ----- | ----- | ---- | ---- | ---- | ---- | ---- | ---- | ---- | ---- | ----- | ----- | ----- |
| Umsatz in Mio. Euro | 67,4 | 108,7 | 178,6 | 249,1 | 242,0 | 241,8 | 290,6 | 290,2 | 218,4 | 168,6 | 164,6 | 107,3 | 94,8 | 94,1 | 95,1 | 77,4 | 77,6 | 82,7 | 94,8 | 98,8 | 122,5 | 132,1 | 156,3 |
| EBIT in Mio. Euro   | 6,6  | 8,9   | 17,5  | 22,9  | 17,1  | 10,1  | 14,4  | 13,2  | −42,8 | −14,9 | −13,1 | −4,7  | −1,3 | −1,8 | 7,5  | 4,1  | 4,4  | 7,4  | 16,3 | 20,4 | 35,0  | 28,3  | 26,8  |
| Mitarbeiter         | 411  | 690   | 908   | 1223  | 1278  | 1326  | 1615  | 1742  | 1639  | 1363  | 1008  | 652   | 608  | 589  | 549  | 413  | 426  | 422  | 419  | 427  | 452   | 535   | 585   |

Stand: 26. April 2024

## Tochterunternehmen
- Funkwerk Systems GmbH (Betrieb Kölleda)[15]
- Funkwerk Systems GmbH (Betrieb Karlsfeld)[16]
- Funkwerk video systeme GmbH[17][18]
- Funkwerk IoT GmbH[19]
- Funkwerk vipro.sys GmbH[20]

### Ehemalige Tochterunternehmen
- eurotelematik GmbH[21]
- Funkwerk Information Technologies GmbH[22]
- Funkwerk Enterprise Communications GmbH[23][24] Seit dem 1. Januar 2014 firmiert das Unternehmen unter dem Namen der beiden Traditionsunternehmen Bintec und Elmeg als bintec elmeg GmbH.
- Funkwerk Dabendorf GmbH[25]
- Microsyst Systemelectronic GmbH[26][27]
- Funkwerk Avionics GmbH
- Funkwerk Security Communication GmbH (FSC)[28]
- Funkwerk Electronic Services GmbH (FES)
- Funkwerk Engineering GmbH Kiel (Kronshagen)